# 찰비계곡
찰비(벽계)계곡은 삼복에도 골짜기에 겨울비 같은 찬비가 내린다는 이름에서 유래를 찾을 수 있다. 따라서 그 이름만으로도 시원함이 느껴지고 병풍처럼 둘러싼 산세에 명경 같이 맑은 물이 관광객의 발길을 돌려 세운다. 그 옛날 아름다운 신랑신부의 혼례에 얽힌 전설을 간직한 각시소와 농소 그리고 아소가 있다.

## 발췌문헌
- 《창의-인성교육을 위한 의령 체험활동 길라잡이2》, 경상남도의령교육지원청, 2012
- 찰비계곡 안내문 내용 참조 (의령군청, 경상남도의령군)